# Pedro Chiamulera
Pedro Paulo Chiamulera, né le 29 juin 1964 à Curitiba, est un athlète brésilien, spécialiste du 110 mètres haies et du 400 mètres haies.

## Biographie
Il participe à deux Jeux olympiques ainsi qu'à cinq éditions consécutives de Championnats du monde, à partir de 1987.
Il a fondé depuis ClearSale, une société qui lutte contre la fraude sur Internet, en 2001.

### Palmarès
Il remporte 11 médailles aux championnats d'Amérique du Sud, dont 9 d'or.
| Date | Compétition                    | Lieu     | Résultat | Épreuve     | Performance   |
| ---- | ------------------------------ | -------- | -------- | ----------- | ------------- |
| 1983 | Championnats d'Amérique du Sud | Santa Fe | 1er      | 110 m haies | 14 s 3        |
| 1983 | Championnats d'Amérique du Sud | Santa Fe | 1er      | 400 m haies | 52 s 2        |
| 1985 | Championnats d'Amérique du Sud | Santiago | 1er      | 110 m haies | 13 s 87       |
| 1985 | Championnats d'Amérique du Sud | Santiago | 1er      | 400 m haies | 49 s 71       |
| 1985 | Championnats d'Amérique du Sud | Santiago | 1er      | 4 x 400 m   | 3 min 07 s 96 |
| 1989 | Championnats d'Amérique du Sud | Medellín | 1er      | 110 m haies | 14 s 1        |
| 1989 | Championnats d'Amérique du Sud | Medellín | 1er      | 400 m haies | 50 s 12       |
| 1989 | Championnats d'Amérique du Sud | Medellín | 2e       | 4 x 400 m   | 3 min 06 s 33 |
| 1993 | Championnats d'Amérique du Sud | Lima     | 1er      | 110 m haies | 14 s 30       |
| 1993 | Championnats d'Amérique du Sud | Lima     | 2e       | 400 m haies | 50 s 1        |
| 1993 | Championnats d'Amérique du Sud | Lima     | 1er      | 4 x 400 m   | 3 min 09 s 0  |
| 1996 | Championnats ibéro-américains  | Ponce    | 2e       | 110 m haies | 13 s 58       |

### Records
| Épreuve     | Performance | Lieu     | Date              |
| ----------- | ----------- | -------- | ----------------- |
| 110 m haies | 13 s 54     | Marietta | 17 juillet 1996   |
| 400 m haies | 49 s 34     | San Juan | 20 septembre 1985 |